# Källparken

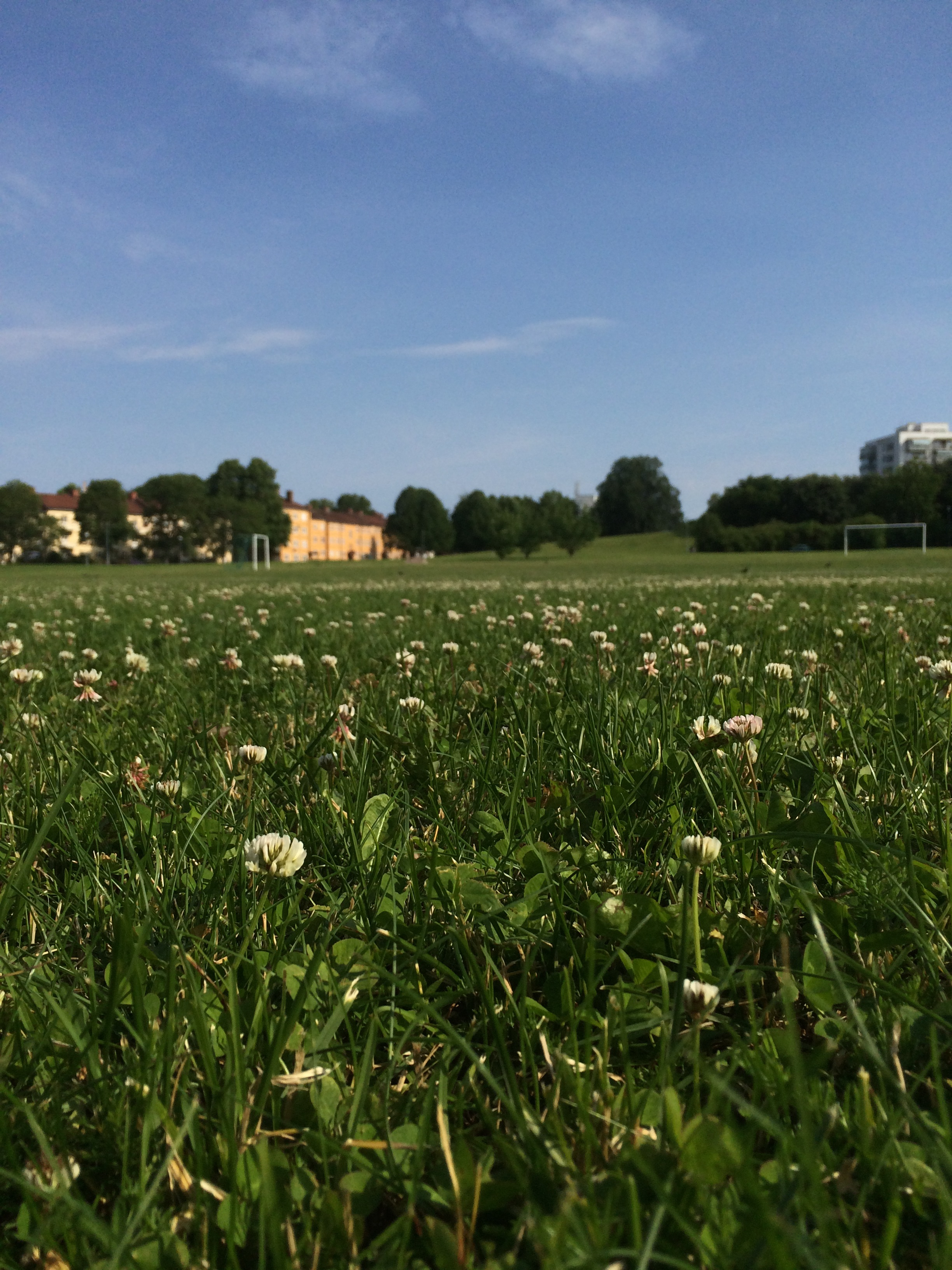
Gräsmattan mot amfiteatern och sinnenas trädgård

Källparken är en stadsdelspark i Sala Backe i östra Uppsala. Den anlades under 1950-talet och rustades upp sommaren 2012. Parken fick sitt namn efter Sala källa (även kallad Heliga Trefaldighetskällan) som ligger i parkens nordöstra hörn.
I parken finns stora gräsytor, en amfiteater, lekplats och en sinnenas trädgård. 
- Reggaefestival i amfiteatern i Källparken sommaren 2014

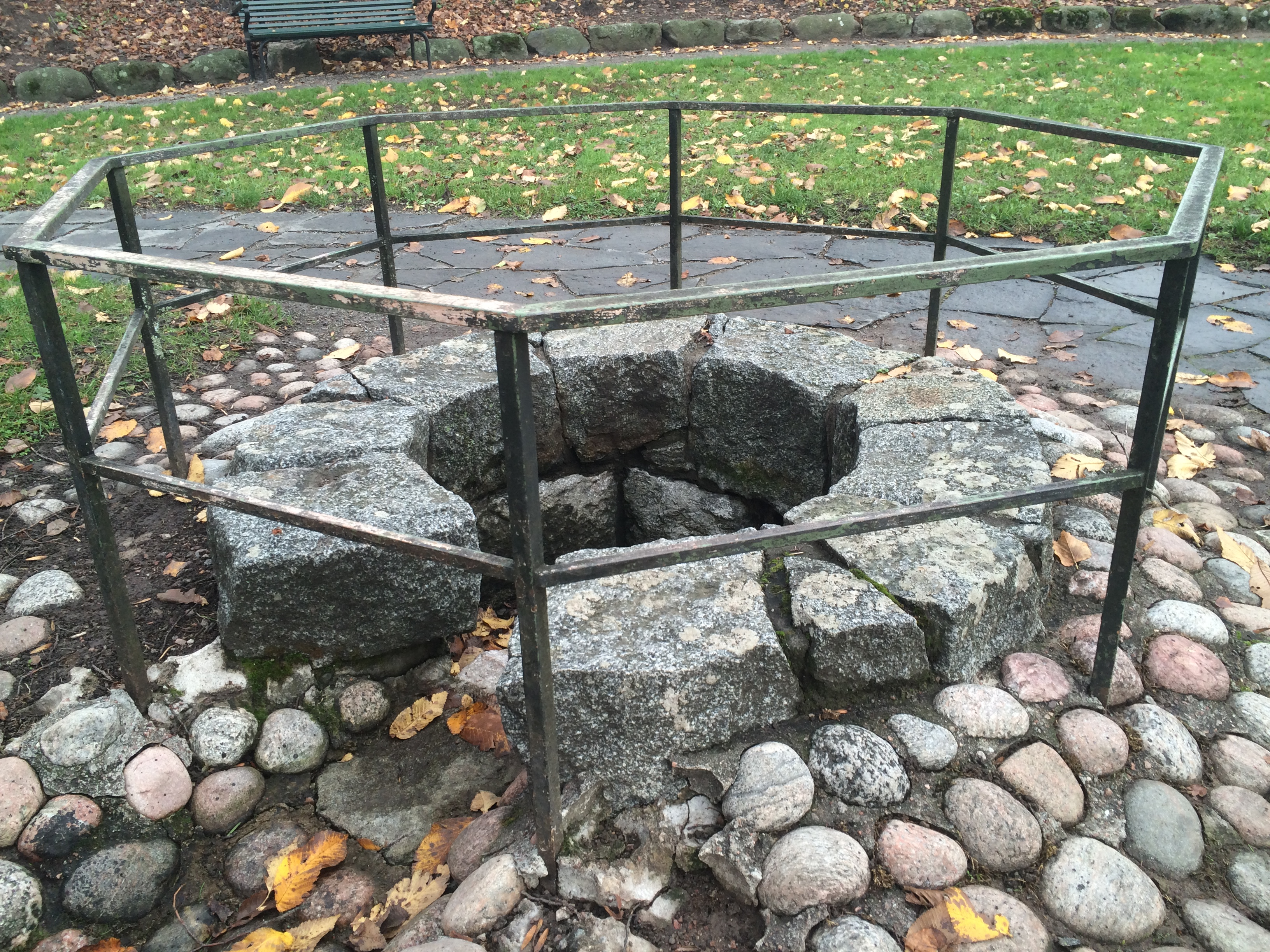
Källan som gett parkens dess namn
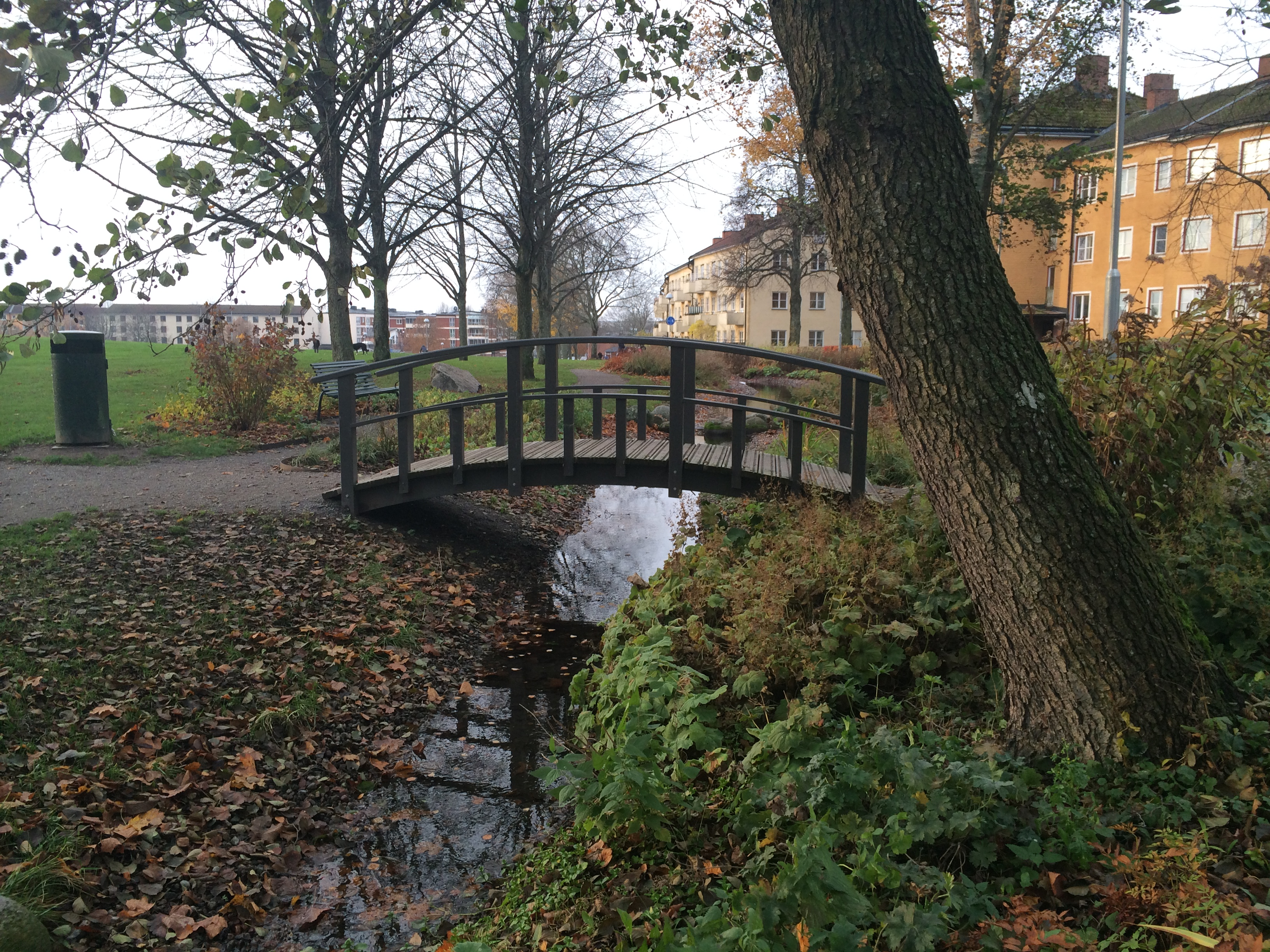
Det finns en bro i Sinnenas trädgård